# Turiúba (kommun)
Turiúba är en kommun i Brasilien.   Den ligger i delstaten São Paulo, i den södra delen av landet, 600 km söder om huvudstaden Brasília. Antalet invånare är 1 927.
Följande samhällen finns i Turiúba:
- Turiúba

Trakten runt Turiúba består i huvudsak av gräsmarker. Runt Turiúba är det glesbefolkat, med 14 invånare per kvadratkilometer.